# ホヴァネス・ダフチャン
ホヴァネス・ダフチャン（アルメニア語: Հովհաննես Դավթյան、ラテン語: Hovhannes Davtyan、1983年11月25日 - ）は、アルメニアのシラク地方ギュムリ出身の男子柔道家。身長173cm。

## 来歴
2008年の北京オリンピック60kg級では7位になった。
2009年の世界選手権で3位となった。
2012年のロンドンオリンピックでは初戦で敗れた。

## 主な戦績
- 2007年 - ドイツ国際　優勝
- 2007年 - ヨーロッパ選手権　2位
- 2007年 - ロシア国際　優勝
- 2008年 - ドイツ国際　3位
- 2009年 - グランドスラム・モスクワ　優勝
- 2009年 - 世界選手権　3位
- 2009年 - グランドスラム・東京　5位
- 2010年 - グランプリ・アブダビ　3位
- 2011年 - グランドスラム・パリ　2位
- 2011年 - 世界選手権　7位
- 2012年 - ヨーロッパ選手権　2位
- 2012年 - ロンドンオリンピック　7位
- 2013年 - グランドスラム・モスクワ　3位
- 2014年 - ヨーロッパ選手権　3位
- 2014年 - グランプリ・青島　3位
- 2015年 - グランプリ・ザグレブ　優勝